# Дідух Ярослав Михайлович
Ярослав Михайлович Дідух (псевдо: «Ярошенко»; нар. 1927, Голдовичі, нині Стрийський район, Львівська область — пом. 19 березня 1951, Великі Глібовичі, нині Львівський район, Львівська область) — український військовик діяч, боївкар ОУНР, лицар Золотого хреста бойової заслуги 1 класу.

## Життєпис
Освіта — початкова: закінчив народну школу у с. Голдовичі, з 1944 р. навчався у Ходорівській школі. Зв'язковий ОУН. Учасник збройного підпілля ОУН з 1949 року. Бойовик Бібрецького надрайонного проводу ОУН (1949—1951). Відзначений Золотим хрестом бойової заслуги 1 класу (5.07.1951).